# Mellicta dejone
Mellicta dejone är en fjärilsart som beskrevs av Freyer 1846. Mellicta dejone ingår i släktet Mellicta och familjen praktfjärilar. Inga underarter finns listade i Catalogue of Life.